# Gustav Adolf Fintelmann
Gustav Adolf Fintelmann (Berlín, 30 de junio de 1803-Palacio de Charlottenhof, 1 de marzo de 1871) fue un botánico y profesor alemán.

## Obras
- 1986. Wegweiser auf der Pfaueninsel : kommentierter Nachdruck der Ausgabe von 1837 herausgegeben von Michael Seiler. Editor Henssel, 58 pp. ISBN 3873291142
- 1859. Die Vertiefung der Ackerkrume (La profundidad de la tierra vegetal). Parte 3 de Bauernachatz. Editor Horvath
- 1856. Über Nutz baumpflanzungen (Acerca de las plantaciones comerciales de árboles). Editor Horvath, iv + 44 pp.
- 1855. Der Bauernschatz: Die Feldrüben und der Viehkohl (El Tesoro de los agricultores: El campo de nabos y coles de ganado) Volumen 2. Editor Horvath, 38 pp.
- 1841. Die Wildbaumzucht: Die Zucht und Pflege der in Deutschland im freien Lande zu erziehenden und zu überwinternden Holzpflanzen, sowohl der harten als auch der zarten (El cultivo de árboles silvestres: La crianza y el cuidado en Alemania en el camino abierto, para educandos; y que pasan el invierno las plantas leñosas). Parte 5 de Handbibliothek für Gärtner und Liebhaber der Gärtnerei. Editor F.A. Herbig, 694 pp.

## Eponimia
Género
- (Cyperaceae) Fintelmannia Kunth[1]

Especies
- (Cannaceae) Canna fintelmannii Bouché[2]
- (Dracaenaceae) Dracaena fintelmannii Hort. ex Regel[3]
- (Rosaceae) Potentilla × fintelmannii E.Otto[4]
- (Tropaeolaceae) Tropaeolum fintelmannii Wagener ex Schltdl.[5]